# ولادیمیر ژمودسکی
ولادیمیر ژمودسکی (روسی: Владимир Владимирович Жмудский؛ زادهٔ ۲۳ ژانویهٔ ۱۹۴۷) بازیکن واترپلو اهل اتحاد جماهیر شوروی سوسیالیستی بود.